# 斐濟星羊舌鮃
斐濟星羊舌鮃（学名：Asterorhombus fijiensis），又名菲吉角鮃;扁魚、皇帝魚、半邊魚、比目魚，为鮃科角鮃屬下的一个种。其种加词“fijiensis”意为“斐济的”。